# 金持神社
金持神社（かもちじんじゃ）は、鳥取県日野郡日野町金持（かもち）にある神社。旧社格は村社。

## 概要
その縁起のよい名前から、金運・開運祈願の神社として広く信仰を集めている。このため、ジャンボ宝くじ発売シーズンになると参拝者が増える。
金持（かもち）とは、古くは、玉鋼の産地で、原料の金（砂鉄のこと）が採取できる谷を多く持っていた事に由来する。近隣にある金屋子神よりも古いが、スサノオ神よりも新しい神である。
810年（大同5年～弘仁元年）出雲国の神官の二男が、伊勢神宮参拝のため、この地（当時は伯耆国日野郡金持郷）を通りかかったところ、お守りとして身につけていた玉石が急に重くなり、この地に宮造りしたといわれている。鎌倉時代～南北朝時代にかけての武将･金持氏の信仰が篤かったと伝えられている。
境内には、鳥取県銘木百選中、サワラ、チャンチンの2本の木が植えられている。縁起物として、金持箸（350円）や金運招福ケースが販売されている。

## 祭神
- 天之常立神
- 八束水臣津野命
- 淤美豆奴神